# Liste der Bodendenkmäler in Lichtenberg (Oberfranken)
Auf dieser Seite sind die Bodendenkmäler in der oberfränkischen Stadt Lichtenberg zusammengestellt. Diese Tabelle ist eine Teilliste der Liste der Bodendenkmäler in Bayern. Grundlage ist die Bayerische Denkmalliste, die auf Basis des Bayerischen Denkmalschutzgesetzes vom 1. Oktober 1973 erstmals erstellt wurde und seither durch das Bayerische Landesamt für Denkmalpflege geführt wird. Die folgenden Angaben ersetzen nicht die rechtsverbindliche Auskunft der Denkmalschutzbehörde.

## Bodendenkmäler der Gemeinde Lichtenberg

### Bodendenkmäler in der Gemarkung Lichtenberg
| Lage                   | Objekt | Akten-Nr.     | Bild |
| ---------------------- | --- | ------------- | ---- |
| Lichtenberg (Standort) | Vorgängerbauten sowie Befunde des Mittelalters und der frühen Neuzeit im Bereich der Burgruine Lichtenberg.                                      | D-4-5636-0002 |      |
| Lichtenberg (Standort) | Vorgängerbauten sowie Befunde des Mittelalters und der frühen Neuzeit im Bereich der Evangelisch-Lutherischen Pfarrkirche St. Johannes Baptista. | D-4-5636-0023 |      |
| Lichtenberg (Standort) | Frühneuzeitliche Stadtbefestigung Lichtenbergs mit spätmittelalterlichen Vorgängeranlagen.                                                       | D-4-5636-0067 |      |
| Lichtenberg (Standort) | Befunde des Mittelalters und der frühen Neuzeit im Bereich der befestigten Kernstadt von Lichtenberg.                                            | D-4-5636-0068 |      |
| Lichtenberg (Standort) | Befunde der frühen Neuzeit im Bereich der südwestlichen Vorstadt von Lichtenberg.                                                                | D-4-5636-0069 |      |
| Lichtenberg (Standort) | Befunde der frühen Neuzeit im Bereich der nördlichen Vorstadt von Lichtenberg.                                                                   | D-4-5636-0070 |      |